# رودنی کنگولو
رودنی کنگولو (انگلیسی: Rodney Kongolo؛ زادهٔ ۹ ژانویهٔ ۱۹۹۸) بازیکن فوتبال اهل پادشاهی هلند است.
از باشگاه‌هایی که در آن بازی کرده‌است می‌توان به باشگاه فوتبال دونکستر راورز اشاره کرد.
وی همچنین در تیم‌های ملی فوتبال زیر ۱۷ سال هلند، زیر ۱۷ سال هلند، زیر ۱۹ سال هلند، و زیر ۱۹ سال هلند بازی کرده‌است.